# Oulhaça El Gheraba
Oulhaça El Gheraba est une commune de la wilaya d'Aïn Témouchent en Algérie. Son territoire abrite l'antique Siga, ancienne capitale numide du roi Syphax.

## Géographie

### Situation
Le territoire de la commune d'Oulhaça El Gheraba est côtier de la Méditerranée, et situé à l'ouest de la wilaya d'Aïn Témouchent, sur la rive gauche du fleuve Tafna, à la limite de la wilaya de Tlemcen.
| Méditerranée                     | Méditerranée       | Béni Saf                   |
| Beni Khellad (Wilaya de Tlemcen) | Oulhaça El Gheraba | El Emir Abdelkader         |
| Beni Khellad (Wilaya de Tlemcen) | Sidi Ouriache      | Remchi (Wilaya de Tlemcen) |

### Lieux-dits, hameaux, et quartiers
La commune d'Oulhaça est constituée de plusieurs villages (ou douars) : Souk El Tenine, le chef-lieu de la commune ;Hadahda, Kebbar, Sidi Rahmoune, Tedmaya, Zouanif Fouaga, Zouanif Téhata.

### Relief
Oulhaça Gherraba est constitué de petites mésas (lanières tabulaires d’origine volcanique), découpées par de courts vallons et accidentées de collines. L’altitude ne dépasse pas les 400 m.

## Histoire
Les Oulhaça se sont installés très tôt près de l’embouchure de la Tafna où ils sont restés à ce jour, de part et d’autre de cette rivière. Au XVe siècle, ils se joignent à l'ensemble des tribus qui habitaient le massif côtier pour former la confédération des Traras. Les Oulhassa participent à la lutte contre les Espagnols. Sous la domination turque, ils refusaient souvent de payer l'impôt. Ils rejoignent l'émir Abd El-Kader quand celui-ci organisait la résistance à la conquête française. 
Oulhaça est la commune natale d'El Bouhmidi El-Oulhaci, théologien et résistant à la colonisation française aux côtés de l'émir Abdelkader qui le désigna comme son khalife pour Tlemcen.

## Toponymie
Oulhaça Ghraba signifie Oulhassa de l’ouest (par rapport à la Tafna), les Oulhaça sont une tribu berbère qui habite la région.

## Démographie
Selon le recensement général de la population et de l'habitat de 2008, la population de la commune d'Oulhaça El Gheraba est évaluée à 15,419 habitants contre 15,031 habitants en 1998, la croissance démographique annuelle moyenne entre 1988 et 1998 était faible : 0.26 %.

## Sites et monuments
Les ruines de Siga, l'une des deux capitales du roi masaesyle Syphax, sont situées au lieu-dit Takembrit, à l'extrémité orientale de la commune, sur la rive gauche de la Tafna. Elles sont classées à l'inventaire des biens culturels immobiliers depuis le 14 juillet 2007, sous la dénomination Royaume numide de Syphax dénommé Siga.
La commune abrite en outre la mosquée et de la zaouïa de Sidi Yakoub, construite en 1338, selon une architecture puisant ses origines des constructions andalouses et maghrébines, de forme carrée avec une toiture à trois rangées parallèles, soutenue par des arcades et de gros piliers.